# Manufacture de porcelaine de Clignancourt
La Manufacture de porcelaine de Clignancourt est une fabrique qui produisit de la porcelaine à la fin du XVIIIe siècle. Elle était placée sous la protection du comte de Provence, frère du roi et futur Louis XVIII. Elle est également couramment nommée Manufacture de Monsieur en référence à son illustre protecteur.
Les vestiges du bâtiment font l’objet d’une inscription au titre des monuments historiques depuis le 31 mai 1965.

## La manufacture

### Création de la manufacture
Des gisements de kaolin ayant été découverts en France pendant la décennie 1760, des manufactures de porcelaine sont créées. La manufacture royale de Sèvres en possède le monopole et les nouvelles manufactures se placent alors sous la protection de hauts personnages.
Pierre Deruelle (aussi noté Desruelles), architecte et entrepreneur en bâtiment, achète en 1771 à sa belle-mère des bâtiments qu'elle possède à Clignancourt, près de ce qui est aujourd'hui la rue Marcadet. Après des années de recherches, en 1775, Deruelle déclare une manufacture de porcelaine qui est constituée en société par actions.
Sous la direction de Deruelle, la manufacture de Clignancourt, située dans le quartier de ce nom, à Montmartre, obtient d'être protégée par le comte de Provence, frère du roi. Le comte de Provence a accordé son brevet le 25 octobre 1775. À partir de cette date, la porcelaine de Clignancourt adopte la marque de L. S. X. (pour Louis Stanislas Xavier, prénoms du comte de Provence) au lieu du moulin à vent. La manufacture compte jusqu'à 93 ouvriers.

### Production et style
Il y eut une forte concurrence entre les manufactures de Sèvres et de Clignancourt. Seule la manufacture de Sèvres avait le droit d'utiliser la polychromie et l'or pour la décoration de ses porcelaines. Au cours d'une perquisition dans la manufacture de Clignancourt, en 1779, on découvre des peintres "occupés à peindre de différentes couleurs".
Après une longue procédure, son protecteur obtient une remise de poursuite. En 1787, la manufacture de Clignancourt accède aux mêmes privilèges que celle de Sèvres et peut donc utiliser la polychromie et l'or.
Cette manufacture est active de 1768 à 1799. Elle produit de la vaisselle dans un style néoclassique luxueux, souvent rehaussé de peinture à l'or, qui se caractérisait par sa finesse. On peut en voir de belles pièces au musée de Montmartre.

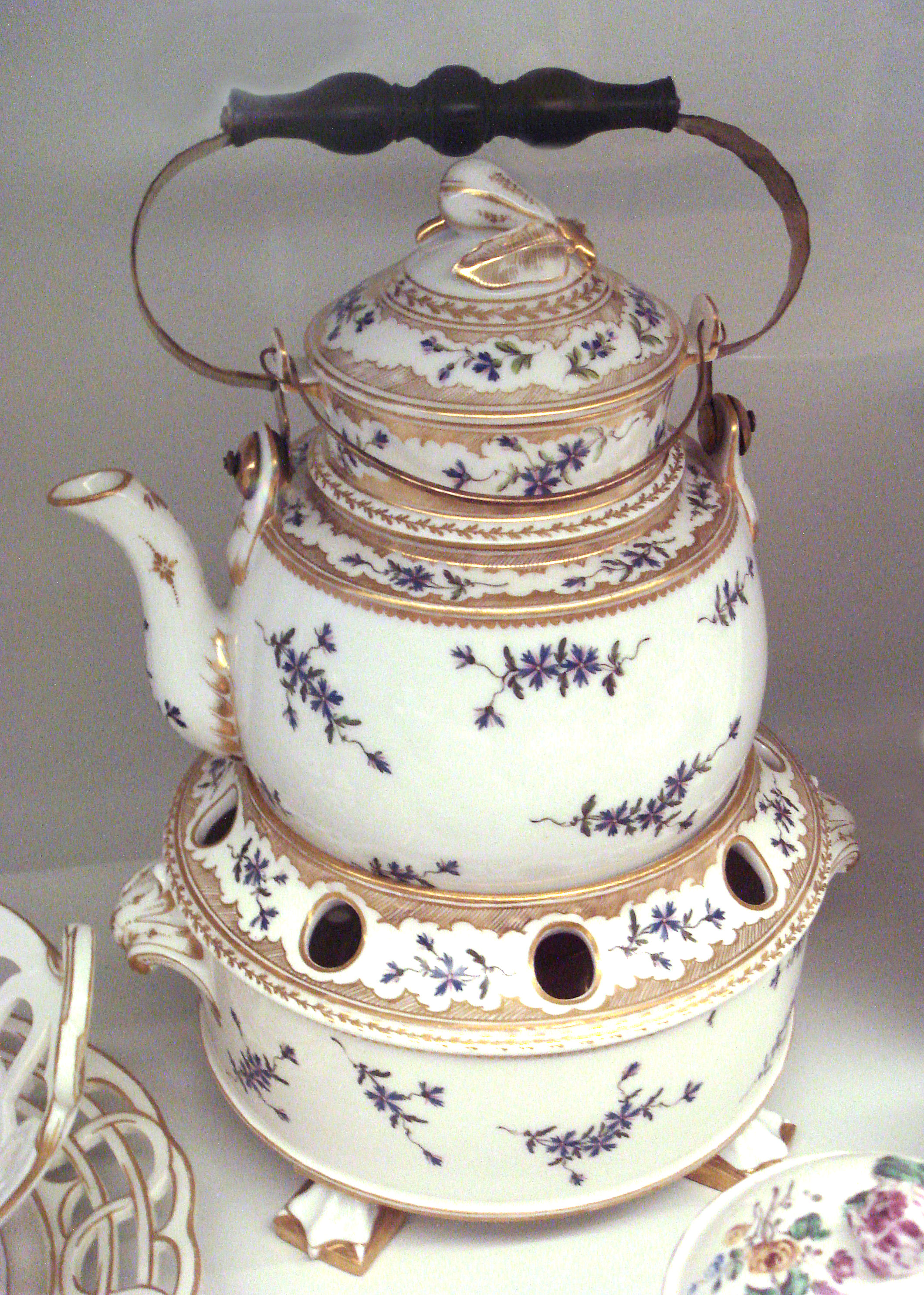
Bouilloire en porcelaine dure, 1780.
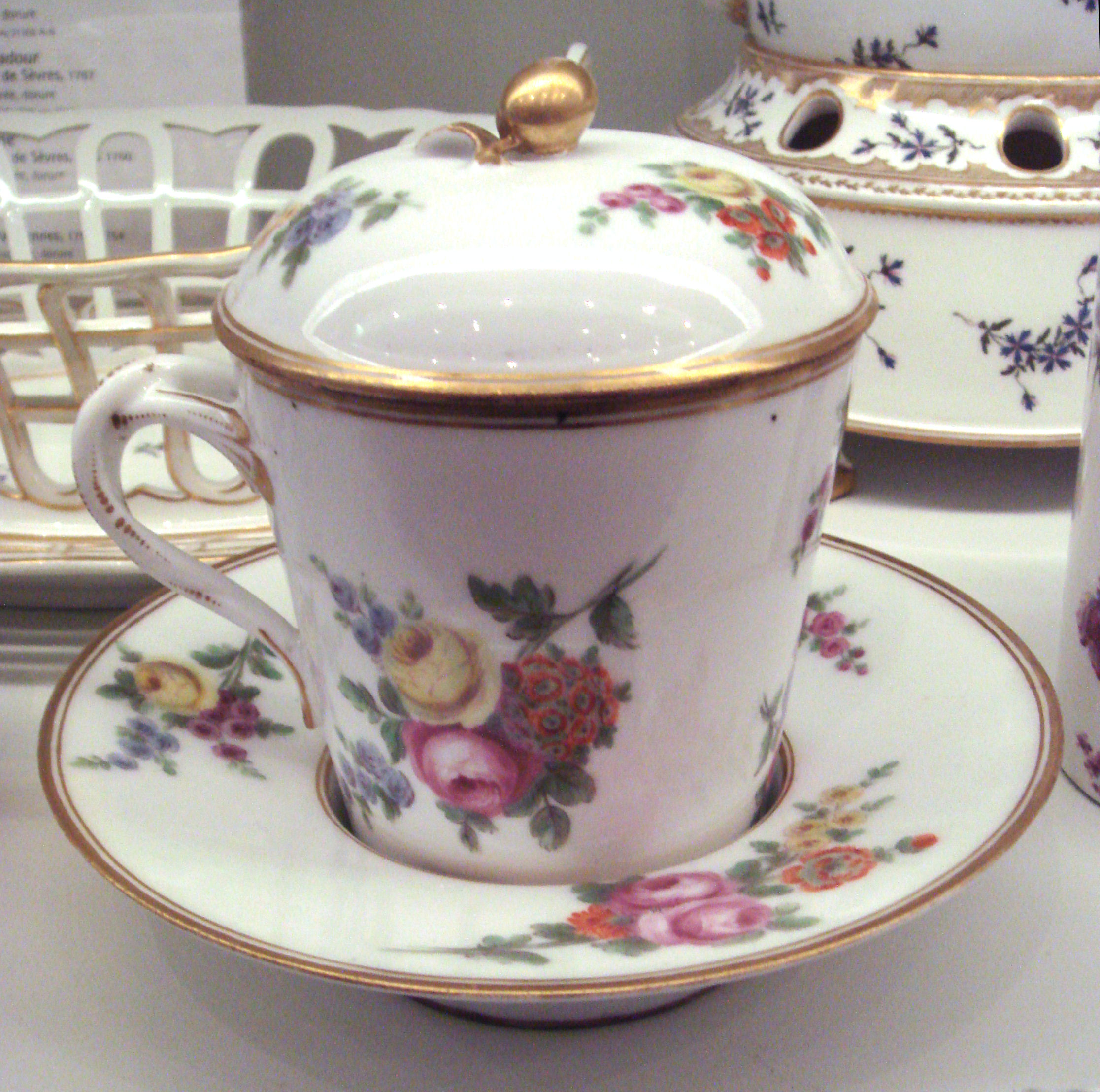
Tasse en porcelaine dure avec liseré d´or, 1775.
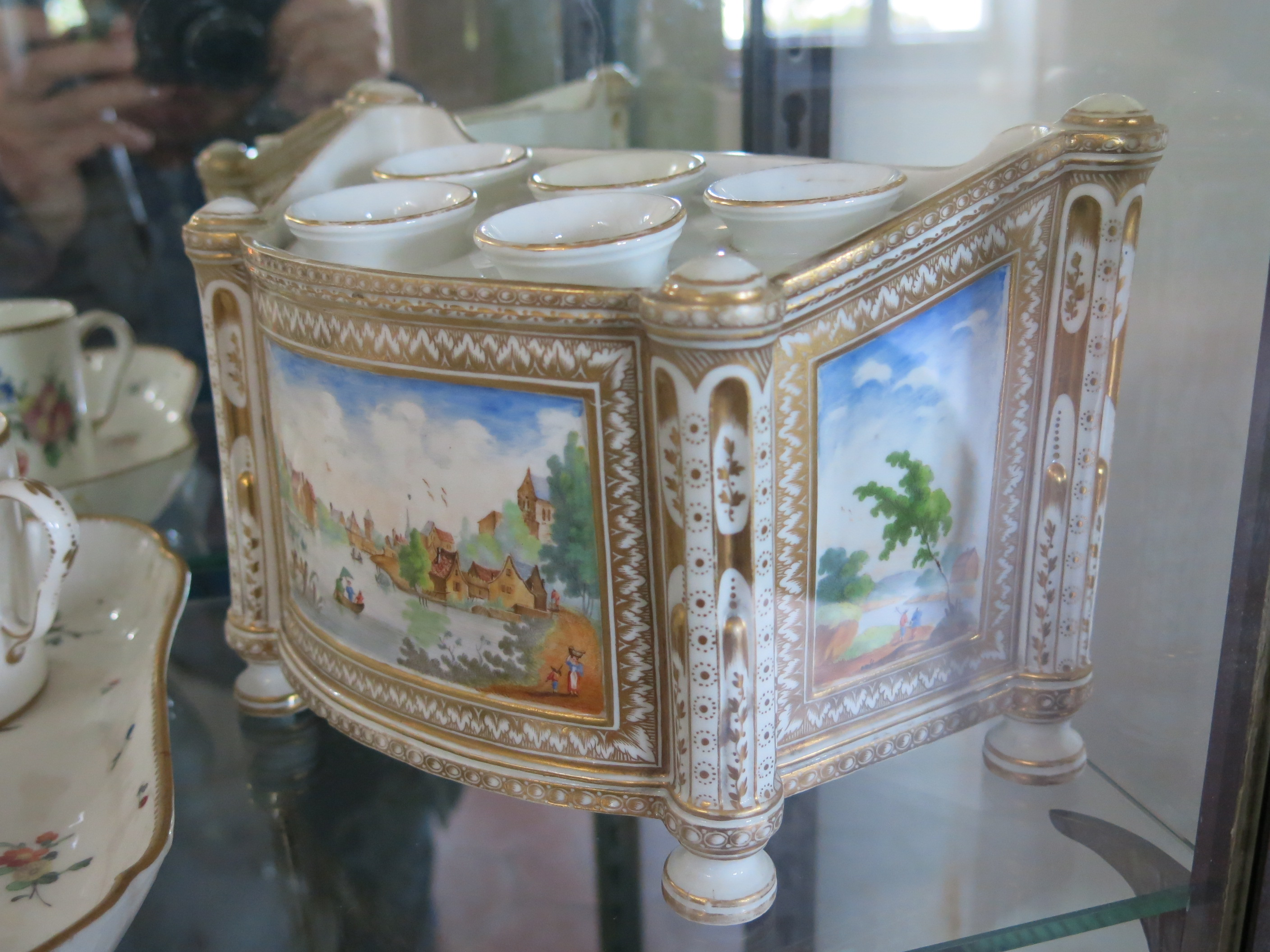
Musée de Montmartre.
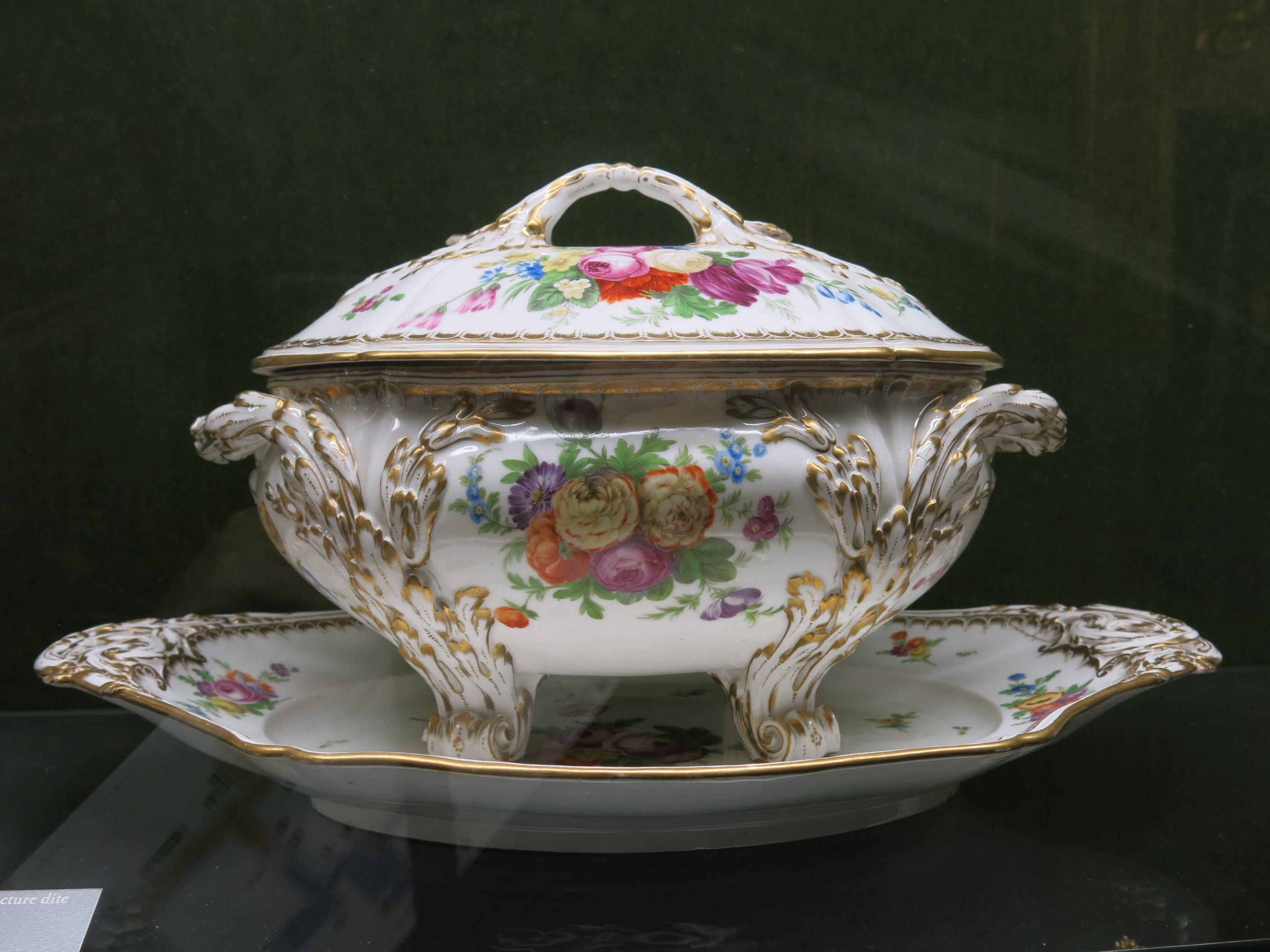
Terrine et plateau, 1776. Musée du Louvre.

### Révolution et difficultés financières
En 1790, Deruelle devient le premier procureur de la nouvelle commune de Montmartre. En 1792, il cède sa place de directeur à son gendre, le peintre Alexandre Moitte (15 septembre 1750 - 15 février 1828), fils de Pierre-Étienne Moitte (1722-1780), frère de Jean-Guillaume Moitte, qui dirige la manufacture jusqu'en 1799. À cette date, la situation économique et la disparition de sa riche clientèle, chassée par la Révolution, conduit à la fermeture de la manufacture. Alexandre Moitte se consacre ensuite à l'enseignement du dessin à Fontainebleau en 1800 et vend la manufacture le 23 août 1800 à l'audience des criées du Tribunal de première instance de la Seine.

## Après la Révolution
Il y eut une tentative pour relancer la manufacture par un certain Pierre Marie Caillois, qui l'a acheté pour 15 000 francs, mais qui s'est arrêtée après quelques mois. Les créanciers font vendre la propriété en 1803. Elle est achetée par Robin, propriétaire à Montmartre pour 12 000 francs. Les bâtiments appartiennent à Mme Tardieu en 1828. La maison est partiellement démolie en 1909. Il n'en reste que quelques éléments, particulièrement la tourelle d'angle du mur d'enceinte, inscrits aux monuments historiques en 1965.